# Rino Possagno
Rino Possagno (Treviso, 8 novembre 1930 – Treviso, 6 aprile 2016) è stato un arbitro di calcio italiano.

## Carriera
Iscritto alla CAN dal 1962, un arbitro dal fisico imponente, era alto 1 metro e 87 centimetri, è stato il primo arbitro trevigiano ad arbitrare in Serie A. Nel 1962 inizia la carriera dirigendo in Serie C, il 19 settembre 1965 esordisce nel campionato cadetto a Mantova, dirigendo Mantova-Reggina (2-0), nella massima serie dirige il suo primo incontro a Foggia il 9 aprile 1967 e si trattava di Foggia-Lecco (4-1). L'ultimo incontro diretto in Serie A è stato Torino-Bologna (1-1) del 12 aprile 1970. Nella sua carriera ha diretto otto partite in Serie A, sessantaquattro gare di Serie B e molte altre in Serie C.

## Biografia
Appassionato di moto di regolarità, si è aggiudicato la 12 ore Esso di Treviso. I suoi figli Franco e Giovanni, hanno seguito le sue orme, diventando arbitri di calcio, pur non giungendo ai suoi livelli.